# 大靈貓
大灵猫（学名：Viverra zibetha），又名五間狸、九節狸，是食肉目灵猫科的一種动物。

## 特征
大灵猫的身体要比家猫大，长约65—85厘米，尾长约40厘米；毛色为灰黄带褐，背部有黑纹和斑点，颈部有黑白相间的波状纹，尾部有黑白色环纹；雌雄兽的阴部附近均有囊状腺，分泌油质液体，称为“灵猫香”。

## 分佈
大灵猫主要分布于克什米尔地区、尼泊尔、中南半岛、不丹、孟加拉、印度（东北部）以及中国大陆的江西、广西、陕西、贵州、安徽、云南、湖南、海南、四川、江苏、广东、福建、浙江、湖北等地，一般生活于热带和亚热带的林缘种类、主要栖息在热带季雨林、亚热带]常绿阔叶林的林缘灌丛以及草丛。该物种的模式产地在孟加拉。以前大靈貓是很常見的動物，現在已越來越少。

## 習性
大靈貓生性孤獨，夜行性，喜歡於樹樁、岩石上摩擦陰部。食物包括老鼠、青蛙、雀鳥、蝸牛、昆蟲、果實等。部份未能消化的食物會遺留在糞便之內。

## 繁殖
大靈貓於春季發情，夏季生育，每胎3至4隻。

## 与人类的关系
大靈貓的經濟價值很高，毛皮可製成裘，而分泌的靈貓香是香料工業重要原料，也因此大灵猫遭到猎杀。在生態上，大靈貓對抑制鼠害、蟲害也有重要作用，也是重要的種子傳播者，在中華人民共和國屬於國家二級受保護動物。在《中国濒危动物红皮书》中记录为渐危。

## 亚种
- 大灵猫华东亚种（学名：Viverra zibetha ashtoni），Swinhoe于1864年命名。在中国大陆，分布于江西、陕西、贵州、安徽、湖南、江苏（南部）、四川、西藏、广西（东部）、广东、福建、浙江、湖北、云南（东北部）等地。该物种的模式产地在福建闽江的水口。[3]
- 大灵猫海南亚种（学名：Viverra zibetha hainana），Wang et Xu于1983年命名。在中国大陆，分布于海南等地。该物种的模式产地在海南吊罗山。[4]
- 大灵猫印缅亚种（学名：Viverra zibetha picta），Wroughton于1915年命名。分布于印度（阿萨姆）、缅甸（北部）以及中国大陆的云南（西北部）、西藏等地。该物种的模式产地在缅甸北部亲敦江。[5]
- 大灵猫印度支那亚种（学名：Viverra zibetha surdaster），Thomas于1927年命名。分布于缅甸（东南部）、越南、老挝、泰国（北部）以及中国大陆的、贵州（西南部）、云南（南部）、广西（西南部）等地。该物种的模式产地在老挝杭康XiangKhunang。[6]